# Zostera capricorni
Zostera capricorni là một loài thực vật có hoa trong họ Zosteraceae. Loài này được Asch. miêu tả khoa học đầu tiên năm 1876.